# Thành thật tông
Thành thật tông (zh, chéngshí-zōng 成實宗, ja. jōjitsu-shū) là tông phái Phật giáo Trung Quốc, xuất phát từ giáo pháp của Kinh lượng bộ (sa. sautrāntika) Ấn Độ. Cơ bản của tông phái này là bộ Thành thật luận (sa. satyasiddhiśāstra) của Ha-lê-bạt-ma (sa. harivarman) soạn bằng tiếng Phạn trong thế kỉ thứ 4.

## Lịch sử
Bộ Thành thật luận gồm 16 quyển, 202 chương. Sau đó được ngài Cưu-ma-la-thập (sa. kumārajīva) dịch sang chữ Hán trong thế kỉ thứ 5, lại được các đệ tử của ngài truyền dạy khắp Trung Hoa . Đại diện cho tông phái này là Tăng Đạo (zh. 僧導) và Tăng Khải (zh. 僧楷), cả hai đều là đệ tử của Cưu-ma-la-thập, là hai vị đã truyền bá Thành thật tông khắp Trung Quốc và vì vậy, tông này trở thành một tông phái mạnh của Trung Quốc ở đầu thế kỉ thứ 6. Tông phái này khác với Tam luận tông vì các vị Tam luận tông cho rằng luận sư của Thành thật tông đã hiểu sai ý nghĩa của thuật ngữ tính Không. Các vị Luận sư quan trọng của Tam luận tông như Pháp Lãng và Cát Tạng đã công kích Thành thật tông mạnh mẽ nên ảnh hưởng của phái này giảm dần.

## Học thuyết
Tông này được xem là Phật giáo Nam truyền vì họ chỉ chuyên tâm nghiên cứu những lời giảng của đức Phật trong các Bộ kinh. Quan điểm chính của tông phái này là phủ nhận mọi sự hiện hữu. Tâm thức hay vật chất đều không hiện hữu thật sự.
Theo tông phái này, có hai loại chân lý: một loại chân lý "thế gian", chân lý có tính chất quy ước và chân lý kia là chân lý tuyệt đối. Dựa trên chân lý thế gian, tông này chấp nhận sự hiện hữu của các pháp (sa. dharma), các pháp này hiện hành tuỳ thuộc lẫn nhau (duyên khởi), vô thường và sẽ bị hoại diệt. Trên phương diện tuyệt đối thì mọi pháp đều trống không (sa. śūnya). Như thế, Thành thật tông cũng cho rằng cả ngã lẫn pháp đều không (nhân pháp giai không 人法皆空) nên cũng có khi tông này được xem là Đại thừa. Tuy thế, khác với các trường phái Đại thừa khác—vốn cho rằng có một tính Không là nền tảng, biến hoá ra mọi hiện tượng (chân không diệu hữu 真空妙有).
Thành thật tông nhìn nhận tính Không một cách tiêu cực hơn, đó chỉ là sự trống rỗng đằng sau các hiện tượng, thấy rõ được qua sự phân tích, phủ nhận, và vì thế tông này cũng có tên Nhất thiết không tông (一切空宗, sa. sarvaśūnyavādin).
Các pháp đều là những hiện tượng sinh khởi, đều chỉ là bóng dáng, không thật. Cũng như bọt nước tuy hiện hữu mà không bền chắc, tan biến trong chốc lát, chẳng còn để lại gì.
Do sự phủ nhận tất cả các pháp, nên người tu không còn mê đắm, không còn bị dắt dẫn theo chúng nữa. Nhờ đó mà có thể dứt bỏ các mối tham dục, ái luyến, cũng không còn sân hận, si mê nữa.
Quan điểm về tính Không này còn vướng mắc trong trạng thái phủ định, phủ nhận thế gian, khác hẳn quan điểm tính Không của Tam luận tông Trung Quốc.

## Truyền bá
Thành thật tông Nhật Bản (ja. jōjitsu-shū) được Cao tăng Triều Tiên là Huệ Quán (zh. 慧灌, ko. ekwan), người đã từng học tại Trung Quốc, truyền qua Nhật năm 625. Kể từ đó Thành thật tông được nhiều người nghiên cứu, nhưng không trở thành tông phái hẳn hoi, chỉ được xem là một chi phái của Tam luận tông.